# Photon (曲)
「Photon」（フォトン）は、日本の歌手、島みやえい子のシングル。2019年10月27日に発売された。

## 概要
- 前作「黒蝶のサイケデリカ」から約4年8ヶ月ぶりとなるシングルリリース。
- 2019年10月27日に開催されたイベント「M3」にて初めて販売され、完売となった[1]。
- 本作は、レコーディングに参加したミュージシャン・高橋卓二と、レコーディングに携わった実母が完成直後に他界したこともあり、強い印象を残したと本人は語っている。本人が「思い返すと不思議と、このCDに収めた3曲はまるで友人や母が亡くなることをわかっていたような内容に自分でも複雑なきもちになりましたが歌を聴くたび感謝の気持ちを忘れないようにと思っています」と語った[2]。
- 表題曲の「Photon」はアニメーション映像が制作され、いがらしなおみが担当した。2021年4月25日にリリースされた20周年記念アルバム『Aquarius』の付属DVDに収録されている。

## 収録内容
| 全作詞: 島みやえい子。 |                |              |                     |          |      |
| #                      | タイトル       | 作詞         | 作曲                | 編曲     | 時間 |
| 1.                     | 「Photon」     | 島みやえい子 | 島みやえい子        | 塚原義弘 | 5:23 |
| 2.                     | 「やさしい歌」 | 島みやえい子 | 斎藤洸              | Makou    | 4:52 |
| 3.                     | 「胎内記憶」   | 島みやえい子 | Makou・島みやえい子 | Makou    | 4:04 |
| 合計時間:              | 合計時間:      | 合計時間:    | 合計時間:           | 14:19    |      |